# AZ Alkmaar
Alkmaar Zaanstreek, kurz AZ und im deutschen Sprachraum allgemein bekannt als AZ Alkmaar (Aussprache: [ˈaː ˈzɛt ˈɑlkmaːr]), ist ein Fußballverein aus der niederländischen Stadt Alkmaar und dem Zaanstreek. Er entstand 1967 aus dem Zusammenschluss der Vereine Alkmaar ’54 und FC Zaanstreek. Der ursprüngliche Gründungsname AZ’67 wurde 1986 in den heutigen Namen AZ geändert.

## Allgemeines
Die Mannschaftsfarben des Vereins sind Rot und Weiß. Während der Brust- und Rückenbereich der Trikots rot ist, sind die Ärmel weiß abgehoben. Hose und Stutzen sind ebenfalls in Weiß gehalten.

## Geschichte

### 1954–1967: Ursprünge und Entwicklung
Bereits am 13. April 1954 wurde der Verein Alkmaar’54 Club gegründet. In ihm liegen die Anfänge des heutigen Klubs. Dieser unterstand dem Nederlandse Beroeps Voetbal Bond (NBVB). Der NBVB existierte parallel zum Koninklijke Nederlandse Voetbal Bond, wurde von diesem aber nicht anerkannt. Am 14. August 1954 trug das Team sein erstes Profispiel aus und konnte mit 3:0 gegen Venlo gewinnen. Am Ende der ersten Spielzeit belegte der Klub den fünften Platz in der Eerste Klasse C. Diese Liga war zum damaligen Zeitpunkt eine von vier Klassen, in der sich der jeweils Erste für die Meisterschaftausscheidung qualifizieren konnte. Zur folgenden Saison wurde der Wettbewerbsmodus reformiert und die Meisterschaftsteilnehmer wurden in zwei Ligen ausgespielt; jeweils die beiden Ersten jeder Klasse qualifizierten sich. Alle Mannschaften der beiden Staffeln ab Rang zehn sollten dann zur Saison 1956/57 in die neu geschaffenen Eerste Divisie absteigen. Als Tabellenelfter musste auch Alkmaar’54 den Abstieg hinnehmen. In der ersten Zweitligasaison 1957/58 erspielte sich das Team Platz zwei in der Eerste Divisie Staffel A mit neun Zählern Rückstand auf ADO Den Haag, dem einzigen Aufsteiger neben B-Klassen-Sieger Blauw-Wit Amsterdam. In den folgenden beiden Jahren kam die Mannschaft nicht mehr an die Aufstiegsplätze heran. Erst 1959/60 sicherte sich ’54 den Aufstieg ins niederländische Oberhaus. Bereits nach Ablauf des ersten Comeback-Jahres stieg Alkmaar sofort wieder ab und musste dann nach Ablauf des Spieljahres 1961/62 wegen einer Neugliederung der zweiten Liga auch noch in die Tweede Divisie absteigen. Erst mit Ablauf der Saison 1963/64 wurde das Team Meister in der niedrigsten niederländischen Profiliga und konnte damit wieder in die Eerste Divisie aufsteigen. 1964 wurde auch der FC Zaanstreek gegründet, der 1964/65 in der Tweede Divisie den siebten Platz erspielte und nur ein Jahr darauf aufstieg. Beide Vereine gingen in die Zweitligasaison 1966/67. Während Zaanstreek Platz sieben erspielte, reichte es für Alkmaar nur zu Rang zwölf. Am 30. Juni 1967 schlossen sich beide Teams zusammen und fusionierten zum AZ’67 (Alkmaar-Zaanstreek 1967).

### 1967–1996: Alkmaar Zaanstreek
Mit neuen vereinsinternen Strukturen ging der AZ in die Eerste Divisie 1967/68. Hinter Holland Sport platzierte sich der Klub auf dem zweiten Ligarang, was einen Aufstieg in die Eredivisie bedeutete. Dort sicherte man sich erst nach den Relegationsspielen den Klassenerhalt. Auch im Folgejahr spielte der Verein gegen den Abstieg. Schließlich reichte es nur zu drei Siegen und insgesamt 15 Punkten. Mit 76 Gegentreffern stellte der Klub die schlechteste Defensive der Liga. Nur der HFC Haarlem war schlechter und damit letzter. Trotzdem musste der Klub in die Eerste Divisie absteigen. Auf Anhieb gelang ’67 der Wiederaufstieg und 1972/73 auch der Klassenerhalt. Die Eredivisie-Saison 1973/74 schloss Alkmaar dann auf Rang sieben ab, womit diese bis dahin die beste Saisonleistung der Vereinsgeschichte abgaben. Im Jahr darauf erspielte sich das Team sogar Platz fünf, was 1975/76 wiederholt werden konnte.
Während die ersten Jahre des neuen Vereins viele ausländische Fußballer unter Vertrag standen, die dem Klub finanzielle Probleme brachten, retteten die Brüder Cees und Klaas Molenaar den Klub und sicherten diesem die finanzielle Unterstützung. Neben ihnen waren weitere Sponsoren bereit, den Verein zu unterstützen. Schließlich stabilisierte sich die Lage und das Team ging mit immer größeren Ambitionen in die Liga.
Die Spielzeit 1976/77 wurde der AZ’67 dritter hinter Meister Ajax Amsterdam und dem PSV Eindhoven. Damit qualifizierte sich der Klub erstmals überhaupt für den UEFA-Pokal. Dort kam es gegen die Red Boys Differdange aus Luxemburg zum ersten internationalen Pflichtspiel für Alkmaar. Man setzte sich schließlich mit 11:1 und 5:0 mehr als klar durch, scheiterte dann aber unglücklich nach 1:1 und 1:1 im Elfmeterschießen am FC Barcelona. In der Liga lief es erneut gut. Die Mannschaft erspielte sich erneut Platz drei und zog ins Endspiel um den KNVB-Pokal ein. Am 5. Mai 1978 spielte Alkmaar dann im Finale gegen Ajax Amsterdam. Ein Treffer des AZ-Akteurs Henk van Rijnsoever entschied die Partie, so dass der Klub erstmals in der Vereinsgeschichte den nationalen Pokal gewinnen konnte. Damit war die Mannschaft Teilnehmer am Europapokal der Pokalsieger 1978/79, schied aber bereits in der ersten Runde am englischen Vertreter Ipswich Town aus. 1979/80 erreichte die Mannschaft Platz zwei – ein Ergebnis, welches zuvor noch nie gelang. Dadurch war Alkmaar für den UEFA-Pokal 1980/81 qualifiziert. Dort erreichte das Team des deutschen Trainers Georg Keßler über die Red Boys Differdange, PFK Lewski Sofia, FK Radnički Niš, KSC Lokeren und den FC Sochaux das Endspiel, wo man erneut auf Ipswich Town traf. Nach einem 0:3 im Hinspiel unter der Leitung des DDR-Referees Adolf Prokop, stand die Mannschaft im Rückspiel am 20. Mai 1981 unter zwang. Zwar erzielte man durch Tore von Kurt Welzl, John Metgod, Pier Tol und Jos Jonker vier eigene Treffer, musste aber auch zwei Gegentore hinnehmen, so dass der 4:2-Heimerfolg nichts einbrachte und Ipswich den UEFA-Pokal gewann.
| Ipswich Town | Ipswich Town | AZ’67 Alkmaar | AZ’67 Alkmaar |
| | 6. Mai 1981 Portman Road (Ipswich) Ergebnis: 3:0 (1:0) Zuschauer: 27.532 Schiedsrichter: Adolf Prokop ( Deutsche Demokratische Republik)                                        |               |               |
| Paul Cooper – Mick Mills , Russell Osman, Terry Butcher, Steve McCall – John Wark, Frans Thijssen, Arnold Mühren – Eric Gates, Paul Mariner, Alan Brazil | Eddy Treijtel – Richard van der Meer, John Metgod, Ronald Spelbos, Hugo Hovenkamp – Jan Peters, Jos Jonker, Peter Arntz, Kristen Nygaard (57. Kurt Welzl) – Kees Kist, Pier Tol |               |               |
| Trainer: Bobby Robson | Trainer: Georg Keßler ( BR Deutschland) |               |               |
| 1:0 John Wark (28., Elfmeter) 2:0 Frans Thijssen (46.) 3:0 Paul Mariner (56.)                                                                            | |               |               |

| AZ’67 Alkmaar | AZ’67 Alkmaar | Ipswich Town | Ipswich Town |
| | 20. Mai 1981 Olympiastadion (Amsterdam) Ergebnis: 4:2 (3:2) Zuschauer: 28.500 Schiedsrichter: Walter Eschweiler ( BR Deutschland)                        |              |              |
| Eddy Treijtel – Hans Reijnders, John Metgod, Ronald Spelbos, Hugo Hovenkamp – Jan Peters, Jos Jonker, Peter Arntz, Kristen Nygaard – Kurt Welzl (80. Chris van den Dungen), Pier Tol (46. Kees Kist) | Paul Cooper – Mick Mills , Russell Osman, Terry Butcher, Steve McCall – Frans Thijssen, John Wark, Arnold Mühren – Paul Mariner, Alan Brazil, Eric Gates |              |              |
| Trainer: Georg Keßler ( BR Deutschland) | Trainer: Bobby Robson |              |              |
| 1:1 Kurt Welzl (7.) 2:1 John Metgod (28.) 3:2 Pier Tol (40.) 4:2 Jos Jonker (74.) | 0:1 Frans Thijssen (4.) 2:2 John Wark (32.) |              |              |

In der Liga lief es ebenfalls sehr erfolgreich für Alkmaar. Nur eine Niederlage musste der Klub hinnehmen, erstmals konnte er sich die nationale Meisterschaft sichern. Mit insgesamt 60 Punkten hatte das Team zwölf mehr als Vizemeister Ajax Amsterdam. Außerdem stellte man mit 101 erzielten Toren den besten Angriff und mit nur 30 Gegentoren die beste Defensive der Liga.
| | Trainer: Georg Keßler |
| Tor | Abwehr |
| Hans de Koning (3/0) Eddy Treijtel (32/0)                                                                                            | Ype Anema (1/0) Chris van den Dungen (5/0) Hugo Hovenkamp (30/3) Richard van der Meer (29/1) Hans Reijnders (14/0) Henk van Rijnsoever (3/1) Ronald Spelbos (31/4) Ronald Weijsters (13/0) |
| Mittelfeld | Sturm |
| Peter Arntz (32/3) Fred Filippo (5/0) Jan Gaasbeek (1/0) Jos Jonker (31/8) John Metgod (34/3) Jan Peters (28/9)                      | Kees Kist (21/11) Kristen Nygaard (32/14) Ricky Talan (3/0) Pier Tol (31/20) Kurt Welzl (29/20)                                                                                            |
| Bemerkung: - In Klammern Spiele und Tore (S/T) - In Kursiv geschriebene Spieler wurden zur Halbserie ge-/verkauft oder ge-/verliehen | |

Mit dem Erfolg im KNVB-Pokal wurde zudem das Double geschafft. Im Endspiel am 28. Mai 1981 in Amsterdam schlugen die AZ-Kicker den heimischen Klub Ajax mit 3:1. Torschützen für Alkmaar waren Ronald Spelbos, Pier Tol und Kristen Nygaard. Zwischenzeitlich konnte Gerald Vanenburg für Ajax ausgleichen. Durch den Gewinn der Meisterschaft nahm der Klub erstmals am Europapokal der Landesmeister teil. Nach einem 3:1 und einem 1:0 gegen Start Kristiansand schied Alkmaar in der zweiten Runde gegen den FC Liverpool (2:2 und 2:3) aus.
Im nationalen Vergleich konnte der Klub den KNVB-Pokal verteidigen, in der Liga reichte es nur zu Rang drei. Im Endspiel um den nationalen Cup verlor Alkmaar das Hinspiel gegen den FC Utrecht mit 0:1, wendete das Blatt aber mit einem 5:1-Rückspielerfolg.
1982/83 sackte der Klub dann ins Mittelfeld der Liga ab und wurde nur Zehnter. Da sich die Molenaar-Brüder aus dem Verein zurückzogen, kam es zu einem Einschnitt bei den Rot-Weißen. Es folgte eine lange Durststrecke, die 1988 zum Abstieg in die Zweite Liga führte. Dort fristete der Club lange ein Schattendasein, bis 1996 der Wiederaufstieg in die Eredivisie gelang.

### 1996–2010: Entwicklung seit dem Wiederaufstieg
Großen Anteil an diesem „Comeback“ hatte dabei der Geschäftsmann Dirk Scheringa, der den Verein wieder neu strukturierte und zu alter Stärke führen wollte. Allerdings folgte dem Aufstieg der sofortige Abstieg. Doch das Team fing sich schnell und kam zur Saison 1998/99 wieder zurück. Unter Gerard van der Lem schaffte man den Klassenerhalt. Seit der Saison 2001/02 gelang dem AZ unter dem renommierten holländischen Trainer Co Adriaanse eine stetige Leistungssteigerung, die den Verein 2004 erstmals wieder in den UEFA-Pokal führte.
In der Saison 2004/05 gelang AZ Alkmaar der Einzug ins Halbfinale des UEFA-Pokals, wo man knapp an Sporting Lissabon scheiterte. 2005 erreichte Alkmaar den dritten Platz der Ehrendivision, ein Jahr später die Vize-Meisterschaft. Zu Beginn der Saison 2005/06 löste der ehemalige niederländische Nationaltrainer Louis van Gaal Co Adriaanse als Cheftrainer ab.
In der Saison 2006/07 erreichte der AZ das Viertelfinale des UEFA-Pokals, in dem er sich dem deutschen Vertreter Werder Bremen geschlagen geben musste. In der Meisterschaft landete Alkmaar am Ende auf dem dritten Rang, nachdem man vor dem letzten Spieltag noch an der Tabellenspitze gestanden hatte. Auch im Playoff um den Champions-League-Platz und im Pokal-Finale verlor der AZ jeweils gegen Ajax Amsterdam. Am Ende blieb die vierte UEFA-Cup-Qualifikation in Serie. Durch ein 0:0 zu Hause und einen 1:0-Auswärtssieg gegen FC Paços de Ferreira zog AZ in die Gruppenphase ein. Am 20. Dezember 2007 wurde das erste UEFA-Cup-Heimspiel in der Geschichte von Alkmaar verloren, als man sich dem FC Everton mit 2:3 geschlagen geben musste. Dies war die erste Heimniederlage in diesem Wettbewerb seit dem ersten Auftritt 1977.
Die Folgesaison lief schlecht für die Rot-Weißen. In der Liga wurde nur der elfte Rang belegt und damit die Qualifikation für einen europäischen Wettbewerb verpasst. Im UEFA Cup schied man nach einem Sieg, einem Unentschieden und zwei Niederlagen in der Gruppe A schon frühzeitig aus. Gegen den späteren Turniersieger Zenit St. Petersburg gelang der Truppe von Louis van Gaal ein 1:1. Nach dieser insgesamt schlechten Leistung in der Saison 2007/08 erklärte van Gaal im April 2008 seinen Abschied zur nächsten Spielzeit, entschied sich aber kurz darauf um.
Die Saison 2008/09 begann für AZ mit zwei Niederlagen gegen NAC Breda und ADO Den Haag nicht vielversprechend. Mit einem 1:0 gegen den Meister der Vorsaison, PSV Eindhoven, startete Alkmaar am dritten Spieltag jedoch eine denkwürdige Serie und blieb 28 Spieltage in Folge ungeschlagen. Vom 12. bis zum 22. Spieltag kassierte das Team von Louis van Gaal dabei kein einziges Gegentor. Trotz einer 1:2-Niederlage gegen Vitesse Arnheim konnte AZ Alkmaar am 31. Spieltag den vorzeitigen Gewinn der Meisterschaft und damit den zweiten Meistertitel der Vereinsgeschichte feiern, da die Verfolger Twente Enschede und Ajax Amsterdam ihre Spiele ebenfalls verloren. Alkmaar qualifizierte sich durch den Gewinn der Meisterschaft auch erstmals für die UEFA Champions League.
| | Trainer: Louis van Gaal |
| Tor | Abwehr |
| Joey Didulica (8/0) Sergio Romero (28/0) | Kew Jaliens (24/1) Ragnar Klavan (12/0) Milano Koenders (8/0) Gijs Luirink (1/0) David Mendes da Silva (29/2) Niklas Moisander (22/1) Héctor Moreno (15/0) Sébastien Pocognoli (25/2) Gill Swerts (27/2) |
| Mittelfeld | Sturm |
| Brett Holman (15/1) Kees Luyckx (15/0) Maarten Martens (32/7) Simon Poulsen (11/0) Stijn Schaars (29/0) Marko Vejinović (3/0) Nick van der Velden (20/1) Demy de Zeeuw (30/3) | Ari (20/9) Mousa Dembélé (23/10) Mounir El Hamdaoui (31/23) Jeremain Lens (8/1) Graziano Pellè (20/3) |
| Bemerkung: - In Klammern Spiele und Tore (S/T) - In Kursiv geschriebene Spieler wurden zur Halbserie ge-/verkauft oder ge-/verliehen                                          | |

Nach dem Titelerfolg kündigte Trainer van Gaal an, den Verein zu verlassen. Ihn zog es zum deutschen Rekordmeister FC Bayern München. Sein Amt wurde für die Folgespielzeit von Ronald Koeman, der bis dahin den spanischen Club FC Valencia trainiert hatte, besetzt; er wurde jedoch Anfang Dezember 2009 „wegen enttäuschender Resultate“ entlassen. Ihm folgte Dick Advocaat, der in Personalunion Trainer der belgischen Nationalmannschaft blieb. Er sollte AZ zunächst bis zum Saisonende betreuen.
Die Spielzeit 2009/2010 konnte Alkmaar auf dem 5. Platz beenden. Damit war der Verein für UEFA Europa League 2010/11 qualifiziert.

### 2010–heute: Aktuelle Entwicklung
Zur Spielzeit 2010/11 wurde Gertjan Verbeek als neuer Trainer verpflichtet, nachdem Advocaat seinen Wechsel zur russischen Nationalmannschaft bekannt gegeben hatte. Der Trainer hatte zuvor Heracles Almelo betreut und diese auf Platz sechs geführt. Mit Dirk Marcellis, Erik Falkenburg, Kolbeinn Sigþórsson und Charlison Benschop wurden ambitionierte Spieler verpflichtet, um den Kader zu verjüngen. Nach einem schlechten Start und nur drei Punkten aus den ersten fünf Spielen legte das Team eine Serie von fünf Siegen in Folge hin. In der Europa League konnte sich AZ in Gruppe E nicht auszeichnen und wurde hinter Dynamo Kiew und BATE Baryssau sowie vor Sheriff Tiraspol nur Dritter. Zur Winterpause platzierte sich der Klub schließlich auf Rang sechs mit sechs Punkten Rückstand auf den damaligen Spitzenreiter PSV Eindhoven. Zur Rückrunde setzten sich der PSV sowie Ajax Amsterdam und der FC Twente Enschede von den Verfolgern ab, so dass AZ nur ein Platz für die Qualifikation zur UEFA Europa League 2011/12 blieb. Dort setzte man sich gegen FK Jablonec (2:0 h; 1:1 a) und Aalesunds FK durch (1:2 a; 6:0 h) durch. Ohne Niederlage (zwei Siege, vier Remis) setzte man sich in Gruppe G gegen Metalist Charkiw, FK Austria Wien und Malmö FF als Gruppenzweiter durch. Die Wiener hatten hierbei ebenso wie AZ acht Punkte, jedoch stieg der Klub aus Alkmaar aufgrund der besseren Tordifferenz in die K.O.-Runde auf. In weiterer Folge setzte man sich im Sechzehntelfinale gegen den RSC Anderlecht (1:0 h; 1:0 a) und im Achtelfinale gegen Udinese Calcio durch (2:0 h; 1:2 a). Jedoch setzte es dann im Viertelfinale das Aus gegen den FC Valencia. Nachdem das Hinspiel mit 2:1 gewonnen wurde, schied man durch eine deutliche 0:4-Niederlage im Rückspiel aus. Im KNVB-Pokal konnte das Halbfinale erreicht werden, wo man Heracles Almelo nach Verlängerung mit 2:4 unterlag. Auch die Spielzeit 2011/12 wurde mit einem vierten Platz in der Meisterschaft abgeschlossen, jedoch scheiterte man in der Europa-League-Qualifikation mit einem Gesamtergebnis von 0:6 an Anschi Machatschkala. In der Eredivisie 2012/13 reichte es nur zu einem enttäuschenden zehnten Platz. Allerdings gewann AZ durch einen 2:1-Finalsieg über die PSV Eindhoven zum vierten Mal in der Vereinsgeschichte den KNVB-Pokal und qualifizierte sich damit für die Playoff-Runde der Qualifikation zur UEFA Europa League 2013/14. Dort qualifizierte man sich gegen Atromitos Athen (3:1 a; 0:2 h) durch die Auswärtstorregel für den eigentlichen Wettbewerb. Im Supercup unterlag man Ajax Amsterdam knapp mit 2:3.
Trainer Verbeek wurde nach dem Heimspiel gegen die PSV (2:1) am 29. September 2013 entlassen. Ab dem 16. Oktober 2013 fungierte Dick Advocaat erneut als Trainer des AZ Alkmaar. Nachdem man sich in Gruppe L gegen PAOK Thessaloniki, Maccabi Haifa und Schachzjor Salihorsk als Gruppensieger durchsetzte, ging es für den Verein nach knappen Siegen über Slovan Liberec (1:0 a; 1:1 h) und Anschi Machatschkala (1:0 h; 0:0 a) bis ins Viertelfinale. Der Fußballclub schied dort gegen Benfica Lissabon nach einer 0:1-Heimniederlage am 3. April 2014 und dem Rückspiel am 10. April 2014, in dem er mit 0:2 unterlag, aus. Während man im KNVB-Pokal erneut das Halbfinale erreichen konnte (0:1 gegen Ajax), reichte es in der Eredivisie nur für Platz 8. In den ligainternen Playoff-Spielen zur UEFA Europa League 2014/15 siegte man im Halbfinale gegen den SC Heerenveen (3:0 h; 0:1 a), vergab jedoch den Qualifikationsplatz im Finale an den FC Groningen (0:0 h; 0:3 a). Am Ende der Saison präsentierte AZ als neuen Headcoach Marco van Basten, der sich jedoch im September 2014 aufgrund gesundheitlicher Probleme von dieser Position zurückzog und nur noch die Funktion eines Trainerassistenten ausübt. Danach übernahm interimsweise erst Alex Pastoor für drei Tage, ehe anschließend Dennis Haar das Team für elf Tage trainierte. Am 29. September 2014 stellte AZ Alkmaar John van den Brom als neuen Cheftrainer vor. Dieser hatte von allen bisherigen Trainern die meisten Spiele für AZ bestritten.
Obwohl man in einer Phase im Schlussspurt der Saison 2014/15 vier von fünf Spielen verlor und dabei 19 Gegentore kassierte, erreichte AZ den dritten Platz und stieg so in die Qualifikation zur UEFA Europa League 2015/16 ein. Nach zwei Siegen über Istanbul Başakşehir (2:0 h; 2:1 a) setzte man sich gegen Astra Giurgiu trotz 2:3-Hinspielniederlage noch mit einem 2:0-Heimsieg durch. Für die Mannschaft aus Alkmaar ging es in die Gruppe L, wo man gegen Athletic Bilbao, den FC Augsburg und Partizan Belgrad jedoch Letzter wurde. Im KNVB-Pokal konnte man wieder das Halbfinale erreichen, verlor dieses aber mit 1:3 gegen Feyenoord Rotterdam. In der Liga reichte es zum vierten Platz, damit ging es erneut in die Qualifikationsspiele der Europa League. Dort konnte man PAS Ioannina (1:0 h; 2:1 a) und FK Vojvodina (3:0 a; 0:0 h) problemlos überwinden, anschließend reichte es gegen Zenit St. Petersburg, Maccabi Tel Aviv und Dundalk FC für den zweiten Platz in der Gruppe D. Im Sechzehntelfinale kam es mit 13 Toren zu einer der torreichsten Aufeinandertreffen in der Geschichte der Europa League. Jedoch hatte hierbei der Gegner Olympique Lyon mit 1:4 sowie 1:7 das bessere Ende für sich. Nachdem man sich im Halbfinale des KNVB-Pokals fast gegen den Zweitligisten SC Cambuur blamiert hätte, aber nach einem 0:0 noch im Elfmeterschießen gewann, setzte es im Endspiel eine 0:2-Niederlage gegen Vitesse Arnheim. In der Liga reichte es zum sechsten Platz, womit sich AZ seine Teilnahme an der Europa-League-Qualifikation wieder über die ligainternen Playoff-Spiele erspielen musste. Im Halbfinale schaltete man den FC Groningen mit einem doppelten 4:1 deutlich aus, verlor jedoch nach einem 3:0-Heimsieg mit 0:3 im Rückspiel gegen den FC Utrecht. Das anschließende Elfmeterschießen ging an den Viertplatzierten dieser Saison.
In der Saison 2017/18 ging das Pokalfinale zum zweiten Mal in Folge verloren (0:3 gegen Feyenoord), dafür reichte es in der Liga zu einem soliden dritten Platz und damit für die Teilnahme an der Qualifikation zur UEFA Europa League. In dieser unterlag man jedoch überraschend dem kasachischen Verein Qairat Almaty (0:2 a; 2:1 h). 2018/19 gelang der vierte Platz, erneut nahm AZ an der Qualifikation zur Europa League teil. Diesmal setzte man sich aber souverän gegen BK Häcken (0:0 h; 3:0 a), FK Mariupol (0:0 a; 4:0 h) und Royal Antwerpen (1:1 a; 4:1 h) durch. Bereits am 1. Juli 2019 wurde das Team von Arne Slot übernommen. In Gruppe L konnte AZ hinter Manchester United und vor Partizan Belgrad sowie FK Astana Platz 2 belegen. Im Sechzehntelfinale gab es aber eine kleine Überraschung, als man mit 1:1 und 0:2 dem LASK unterlag. Die restlichen Ligaspiele der Saison 2019/20 wurden aufgrund der COVID-19-Pandemie abgesagt. Zu diesem Zeitpunkt lag AZ Alkmaar von den Punkten her gleich auf mit Spitzenreiter Ajax, hatte jedoch das Nachsehen aufgrund der schlechteren Tordifferenz. Es war das erste Mal seit elf Jahren und das dritte Mal überhaupt, dass man auf einer der besten beiden Plätze eine Saison beendete. AZ hatte damit die Chance, erstmals seit dem Meistertitel 2009 an der Champions League teilzunehmen. Nach einem 3:1-Sieg über Viktoria Pilsen scheiterte man jedoch mit 0:2 an Dynamo Kiew. In Gruppe F gegen die SSC Neapel, Real Sociedad und HNK Rijeka vergab man am letzten Spieltag durch eine 1:2-Niederlage gegen Rijeka den Aufstieg in die K.O.-Runde und schied als Dritter aus. Noch zuvor wurde Arne Slot durch Pascal Jansen ersetzt. In der Liga konnte man den dritten Platz belegen, hatte hierbei jedoch nur einen Punkt Rückstand auf die PSV.
Der Verein vergab in der Playoff-Runde gegen Celtic Glasgow die Teilnahme an der UEFA Europa League (0:2 a; 2:1 h), durfte aber dennoch in der neu gegründeten UEFA Europa Conference League spielen. In einer relativ einfachen Gruppe D blieb man gegen Randers FC, FK Jablonec und CFR Cluj ungeschlagen. Der Verein aus Alkmaar übersprang damit die Zwischenrunde und gelangte direkt ins Achtelfinale, wo man knapp dem FK Bodø/Glimt (1:2 a; 2:2 h) unterlag. Im KNVB-Pokal konnte man erstmals seit vier Jahren wieder das Halbfinale erreichen, verlor dieses aber mit 0:2 gegen Ajax. Dem Verein blieb aufgrund des fünften Platzes in der Eredivisie wieder nur die Teilnahme an den ligainternen Playoff-Spielen zur Europa-Conference-League-Qualifikation. Jedoch sicherte man sich den Platz nach Siegen über den SC Heerenveen (2:3 a; 2:0 h) und Vitesse Arnheim (1:2 a; 6:1 h). In den Qualifikationsspielen setzte man sich gegen jeden Gegner mit mindestens fünf Toren Unterschied durch (5:0 gegen FK Tuzla City; 7:1 gegen Dundee United; 6:1 gegen Gil Vicente). Mit fünf Siegen und nur einer Niederlage wurde man zudem Erster in der Gruppe E gegen SK Dnipro-1, Apollon Limassol und FC Vaduz. Im Achtelfinale siegte man gegen die SS Lazio doppelt mit 2:1, ehe es im Viertelfinale gegen den RSC Anderlecht ein deutlich schwereres Unterfangen gab. Das Hinspiel endete mit einem 2:0-Heimsieg für den belgischen Rekordmeister, anschließend gewann AZ im Rückspiel selbst mit 2:0. Die Entscheidung fiel dann im Elfmeterschießen zu Gunsten des Alkmaarer Vereins, der im Halbfinale jedoch mit 1:2 und 0:1 gegen den späteren Wettbewerbssieger West Ham United die Segel streichen musste.
In der Liga konnte man den vierten Platz erreichen und nahm erneut an den Qualifikationsspielen zur UEFA Europa Conference League teil. Nach zwei Siegen über den FC Santa Coloma (1:0 a; 2:0 h) gab es zwei Remis gegen Brann Bergen (1:1 h; 3:3 a), jedoch setzte man sich im Elfmeterschießen durch. In Gruppe E konnte man gegen Aston Villa, Legia Warschau und Zrinjski Mostar jedoch nur Platz 3 erreichen und schied damit aus. Im Jänner 2024 wurde Jansen infolge zweier bitterer Niederlagen gegen die PSV Eindhoven (0:4) und Twente Enschede (1:2) entlassen und durch Maarten Martens ersetzt. Die Eredivisie 2023/24 beendete man erneut auf dem vierten Platz, womit AZ Alkmaar an der UEFA Europa League 2024/25 teilnehmen wird.

## Wissenswertes

### Spieler
- Alkmaar stellte bisher fünfmal den Torschützenkönig: 1979 (34 Tore) und 1980 (27 Tore) war dies Kees Kist, 2009 gelang es Mounir El Hamdaoui (23 Tore), 2016 Vincent Janssen (27 Tore) und 2018 war Alireza Jahanbakhsh erfolgreichster Torschütze  der Eredivisie (21 Tore).
- Erster AZ-Torschütze im Europapokal der Landesmeister, dem Vorläufer der UEFA Champions League, war Jan Peters. Beim 3:1-Auswärtssieg beim norwegischen Verein Start Kristiansand am 16. September 1981 traf er in der 16. Minute für seine Mannschaft. Kurz darauf erzielte Peters auch das 2:0, wodurch er erster Doppeltorschütze für Alkmaar in diesem Wettbewerb war.
- Erfolgreichster AZ-Angreifer im Europapokal der Landesmeister ist Kees Kist, dem in der Saison 1981/82 insgesamt drei Treffer gelangen. Er hält mit 18 Treffern zudem den Rekord für die meisten Tore in allen internationalen Pflichtspielen für AZ. Auch in der Liga schoss er mit 212 Treffern die meisten für Alkmaar.
- Die meisten Ligapflichtspiele für den Klub machte Michael Buskermolen, der insgesamt 399-mal eingesetzt wurde. Mit 71 weiteren Spielen im KNVB-Pokal und in internationalen Vergleichen hält er auch den Rekord für die meisten Pflichtspiele insgesamt. Sein Landsmann Kew Jaliens absolvierte allerdings mehr Begegnungen in internationalen Turnieren; er hält mit 45 Partien den Rekord.
- Der teuerste Transfer der Vereinsgeschichte war Mounir El Hamdaoui, den man im Sommer 2007 für 7 Millionen Euro von Willem II Tilburg nach Alkmaar holte. Auf ihn folgen der Italiener Graziano Pellè, für den man 6,5 Mio. Euro an US Lecce überwiesen hat, und Mousa Dembélé, für den der Klub 4 Mio. Euro ausgegeben hat.
- Den höchsten Überschuss erzielten die AZ-Verantwortlichen mit dem Verkauf von Jozy Altidore an den AFC Sunderland (10 Mio. Euro), Adam Maher an den PSV Eindhoven (8 Mio. Euro), Joris Mathijsen an den Hamburger SV (7 Mio. Euro), Mounir El Hamdaoui (zwischen 5 und 7 Mio. Euro) und Jan Kromkamp, den man für 6,5 Mio. Euro zum FC Villarreal nach Spanien verkauft hat. Weitere Akteure waren Demy de Zeeuw (für 6,5 Mio. Euro zu Ajax Amsterdam) und Danny Koevermans (für 6,2 Mio. Euro zum PSV Eindhoven).

### Spiele
- Die erste Partie im Europapokal der Landesmeister, dem Vorläufer der UEFA Champions League, absolvierte Alkmaar am 16. September 1981 beim norwegischen Vertreter Start Kristiansand. Die Begegnung wurde mit 3:1 gewonnen.
- Den höchsten Sieg im niederländischen Profifußball gab es für AZ in der Saison 1997/98 gegen Heracles Almelo. In der Eerste Divisie schlug man den Gast mit 8:0.
- Die meisten Tore in einem internationalen Pflichtspiel fielen beim 11:1-Sieg im UEFA-Pokal gegen die Red Boys Differdange aus Luxemburg.
- Ebenfalls mit zehn Toren Unterschied, allerdings ohne Gegentor, siegte AZ im September 2006 im KNVB-Pokal gegen ein Amateurteam aus Bennekom.
- Die höchste Niederlage im Ligawettbewerb setzte es für das AZ-Team in der Saison 1986/87, als man gegen Feyenoord Rotterdam mit 0:8 verlor.

## Stadion

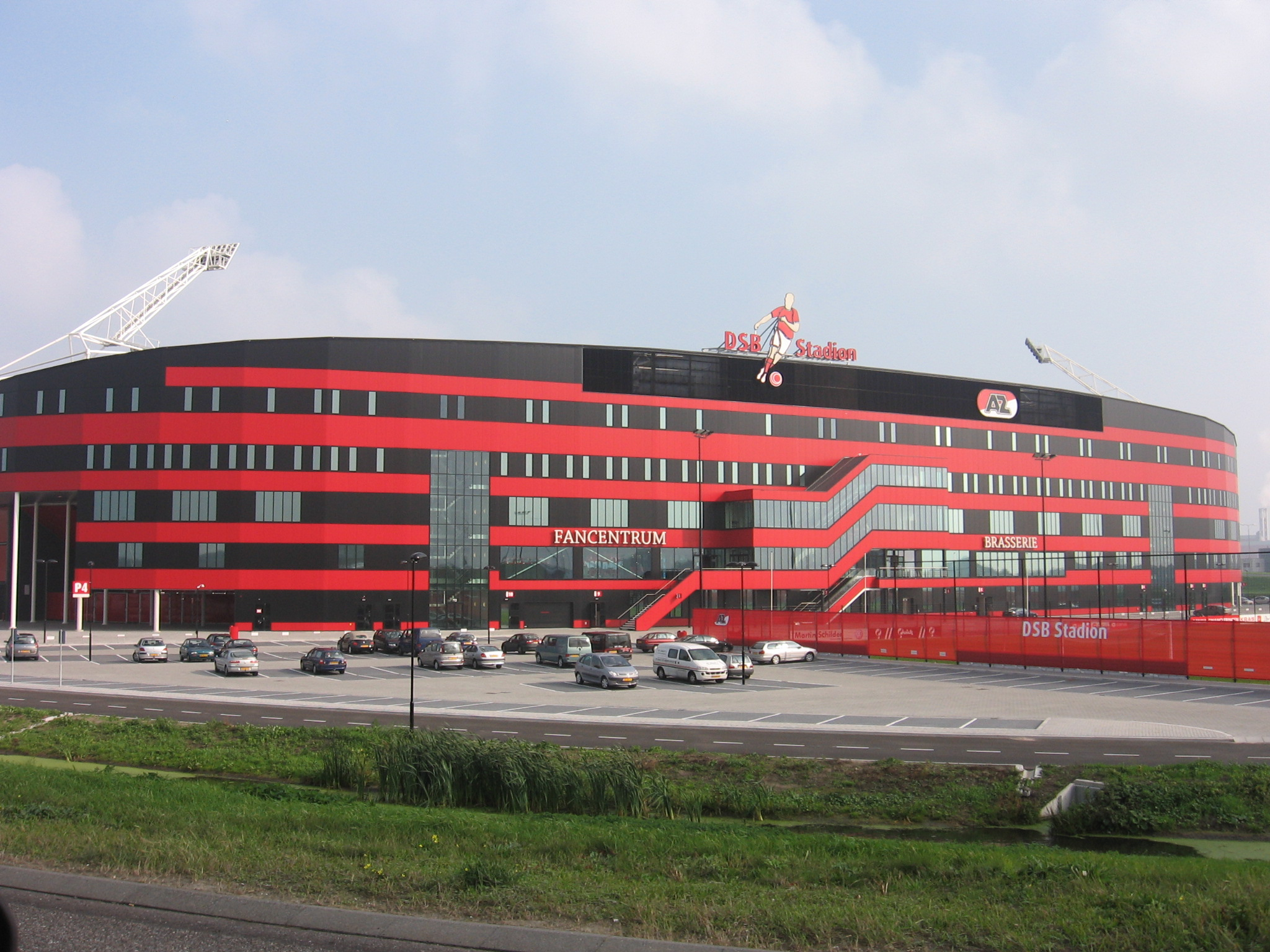
Heimstätte von AZ, das AFAS Stadion

Bis zur Saison 2005/06 spielte die Mannschaft im Stadion Alkmaarderhout. Seit 2006 trägt AZ seine Spiele im neuerbauten, im August 2006 eröffneten und 17.000 (erweiterbar auf 30.000) Zuschauer fassenden DSB-Stadion aus. Die Kosten betrugen 38 Mio. Euro. Klubpräsident Dirk Scheringa erhofft sich eine Erweiterung des Baus auf bis zu 40.000 Besucher. Im Oktober 2009 ging die DSB Bank pleite. Von November 2009 bis August 2010 trug die Sportstätte den Namen AZ-Stadion. Seitdem hat AZ einen neuen Hauptsponsor namens AFAS Software, sodass das Stadion den Namen AFAS Stadion trägt. Am 29. August 2013 musste das Spiel gegen Atromitos Athen in der Play-off-Runde der Europa League abgebrochen werden, weil im Stadion ein Feuer ausbrach.
Als im August 2019 das Stadiondach des AFAS-Stadion einstürzte, wich man ins knapp 80 km entferne Cars Jeans Stadion nach Den Haag aus. Hier wurden Liga-, Pokal- und Europa-League-Spiele gespielt.
Seit 15. Dezember 2019 spielt man wieder regelmäßig im AFAS-Stadion. Das Stadiondach sollte im Sommer 2020 erneuert werden. Die Genehmigung der Stadt Alkmaar war bereits erteilt. Mit einem Jahr Verspätung konnte am 31. Juli 2021 das erste Spiel im umgebauten AFAS Stadion stattfinden. Der AZ gewann im Freundschaftsspiel gegen den spanischen Club Real Sociedad San Sebastián mit 1:0. Nach den Umbauten bietet das AFAS Stadion 19.478 statt vorher 17.250 Plätze. Insgesamt kosteten die Baumaßnahmen rund 25 Mio. Euro.

## Erfolge
- Niederländischer Meister: 1981, 2009
- Niederländischer Pokalsieger: 1978, 1981, 1982, 2013
- Niederländischer Supercupsieger: 2009
- UEFA-Pokal: Finalist 1981
- Meister der Eerste Divisie: 1960 (Zusammen mit GVAV), 1996, 1998
- Aufstieg in die Eredivisie: 1967 (2. Platz), 1972 (2. Platz)
- Meister der Tweede Divisie: 1964

## Eredivisie-Kader 2025/26
Stand: 12. August 2025
| Nr. |             | Position | Name                    |
| --- | ----------- | -------- | ----------------------- |
| 1   | Niederlande | TW       | Rome-Jayden Owusu-Oduro |
| 12  | Niederlande | TW       | Hobie Verhulst          |
| 31  | Niederlande | TW       | Daniël Virginio Deen    |
| 41  | Niederlande | TW       | Jeroen Zoet             |
| 3   | Niederlande | AB       | Wouter Goes             |
| 4   | Niederlande | AB       | Maxim Dekker            |
| 5   | Portugal    | AB       | Alexandre Penetra       |
| 15  | Mexiko      | AB       | Mateo Chávez            |
| 16  | Japan       | AB       | Seya Maikuma            |
| 22  | Niederlande | AB       | Elijah Dijkstra         |
| 30  | Niederlande | AB       | Denso Kasius            |
| 34  | Niederlande | AB       | Mees de Wit             |
| 6   | Niederlande | MF       | Peer Koopmeiners        |
| 8   | Niederlande | MF       | Jordy Clasie            |

| Nr. |             | Position | Name                |
| --- | ----------- | -------- | ------------------- |
| 10  | Niederlande | MF       | Sven Mijnans        |
| 14  | Serbien     | MF       | Kristijan Belic     |
| 21  | Niederlande | MF       | Dave Kwakman        |
| 26  | Niederlande | MF       | Kees Smit           |
| 28  | Niederlande | MF       | Zico Buurmeester    |
| 9   | Irland      | ST       | Troy Parrott        |
| 11  | Ghana       | ST       | Ibrahim Sadiq       |
| 17  | Danemark    | ST       | Isak Jensen         |
| 23  | Schweden    | ST       | Mayckel Lahdo       |
| 25  | Niederlande | ST       | Lequincio Zeefuik   |
| 27  | Niederlande | ST       | Ro-Zangelo Daal     |
| 35  | Niederlande | ST       | Mexx Meerdink       |
|     | Niederlande | ST       | Myron van Brederode |

## Bekannte Spieler
- Jozy Altidore (2011–2013)
- Peter Arntz (1976–1985)
- Schota Arweladse (2005–2007)
- Michael Buskermolen (1990–2006)
- Tim de Cler (2002–2007)
- Phillip Cocu (1988–1990)
- Simon Cziommer (2006–2008)
- Mousa Dembélé (2006–2010)
- Rasmus Elm (2009–2012)
- Barry van Galen (1997–2006)
- Nemanja Gudelj (2013–2015)
- Jóhann Berg Guðmundsson (2009–2014)
- Mounir El Hamdaoui (2007–2010, 2015–2016)
- Willem van Hanegem (1976–1979)
- Jimmy Floyd Hasselbaink (1990–1993)
- Hugo Hovenkamp (1975–1983)
- Stein Huysegems (2003–2006)
- Alireza Jahanbakhsh (2015–2018)
- Kew Jaliens (2004–2011)
- Vincent Janssen (2015–2016)
- Jos Jonker (1980–1983)
- Aron Jóhannsson (2013–2015)
- Mattias Johansson (2012–2017)
- Kees Kist (1972–1982, 1984–1986)
- Danny Koevermans (2005–2007)
- Teun Koopmeiners (2017–2021)
- Jan Kromkamp (2000–2005)
- Denny Landzaat (2003–2006)
- Jeremain Lens (2005–2010)
- Maarten Martens (2006–2014)
- Bert van Marwijk (1975–1979)
- Joris Mathijsen (2004–2006)
- David Mendes (2006–2009)
- John Metgod (1976–1982)
- Oscar Moens (1996–2003)
- Niklas Moisander (2008–2012)
- Robin Nelisse (2000–2005)
- Kristen Nygaard (1972–1982)
- Barry Opdam (1996–2008)
- Graziano Pellè (2007–2011)
- Kenneth Perez (2000–2006)
- Jan Peters (1977–1982)
- Simon Poulsen (2008–2012, 2015–2016)
- Fernando Ricksen (1997–2000)
- Henk van Rijnsoever (1974–1982)
- Sergio Romero (2007–2011)
- Stijn Schaars (2005–2011)
- Ronald Spelbos (1974–1982)
- Henk Timmer (2000–2001, 2003–2006)
- Pier Tol (1978–1988)
- Eddy Treijtel (1979–1985)
- Guus Til (2016–2019)
- Nick Viergever (2010–2014)
- Ron Vlaar (2005, 2015–2021)
- Theo Vonk (1968–1978)
- Pontus Wernbloom (2009–2012)
- Wout Weghorst (2016–2018)
- Kurt Welzl (1978–1981)
- Demy de Zeeuw (2006–2009)

## Alkmaars Trainer
Nach der Umbenennung in AZ im Jahr 1986 gab es in zwölf Jahren 13 Trainer. 1997 wurde der Posten mit Hans de Koning und Martin Haar doppelt besetzt. Louis van Gaal und Georg Keßler sind mit vier Jahren Rekordhalter in diesem Amt. Dies gilt sowohl für den AZ als auch für den Verein seit Gründung von Alkmaar '54. Beide sind auch die bisher einzigen Betreuer, welche die niederländische Meisterschaft gewonnen haben. Ab Keßlers Abschied 1982 wurde die Mannschaft bis 2024 nur von niederländischen Trainern geführt.
| Amtszeit  | Nat.        | Trainer Alkmaar '54 |
| --------- | ----------- | ------------------- |
| 1954–1956 | Niederlande | Gerrit van Wijhe    |
| 1956–1958 | Niederlande | Kick Smit           |
| 1958–1960 | Osterreich  | Ludwig Veg          |
| 1960–1961 | unbekannt   | Piet de Wolf        |
| 1961–1962 | unbekannt   | Bonnie Bult         |
| 1962–1963 | Niederlande | Arie Rentenaar      |
| 1963–1965 | Osterreich  | Ludwig Veg          |
| 1965–1967 | Wales       | Barry Hughes        |

| Amtszeit  | Nat.        | Trainer AZ’67    |
| --------- | ----------- | ---------------- |
| 1967–1968 | England     | Lesley Talbot    |
| 1968–1969 | Niederlande | Wim Blokland     |
| 1969–1971 | Luxemburg   | Robert Heinz     |
| 1971–1973 | Niederlande | Cor van der Hart |
| 1973–1976 | Niederlande | Joop Brand       |
| 1976–1977 | Niederlande | Hans Kraay sr.   |
| 1977      | Niederlande | Jan Notermans    |
| 1977–1978 | Niederlande | Cor van der Hart |
| 1978–1982 | Deutschland | Georg Keßler     |
| 1982–1983 | Niederlande | Hans Eijkenbroek |
| 1983–1985 | Niederlande | Piet de Visser   |
| 1985–1986 | Niederlande | Han Berger       |

| Amtszeit  | Nat.        | Trainer AZ                   |
| --------- | ----------- | ---------------------------- |
| 1986–1989 | Niederlande | Hans Eijkenbroek             |
| 1989–1990 | Niederlande | Hans van Doorneveld          |
| 1990–1993 | Niederlande | Henk Wullems                 |
| 1993–1995 | Niederlande | Piet Schrijvers              |
| 1995–1997 | Niederlande | Theo Vonk                    |
| 1997      | Niederlande | Hans de Koning & Martin Haar |
| 1997–1999 | Niederlande | Willem van Hanegem           |
| 1999–2000 | Niederlande | Gerard van der Lem           |
| 2000–2002 | Niederlande | Henk van Stee                |
| 2002–2005 | Niederlande | Co Adriaanse                 |
| 2005–2009 | Niederlande | Louis van Gaal               |
| 2009      | Niederlande | Ronald Koeman                |
| 2009–2010 | Niederlande | Dick Advocaat                |
| 2010–2013 | Niederlande | Gertjan Verbeek              |
| 2013–2014 | Niederlande | Dick Advocaat                |
| 2014      | Niederlande | Marco van Basten             |
| 2014–2019 | Niederlande | John van den Brom            |
| 2019–2020 | Niederlande | Arne Slot                    |
| 2020–2024 | Niederlande | Pascal Jansen                |
| seit 2024 | Belgien     | Maarten Martens              |

## Weitere Teams

### Jong AZ
Jong AZ ist die zweite Mannschaft des Vereins und funktioniert als eigenständiges Team. Sie trägt ihre Heimspiele im AFAS Trainingscomplex aus, zu seltenen Gelegenheiten auch im AFAS Stadion. Die Mannschaft spielte seit 2001 in der 2016 aufgelösten Beloften Eredivisie, einer Liga, in der ausschließlich Zweitvertretungen von größeren Klubs gegeneinander antraten, und wurde dort einmal Meister. Es folgten drei Meistertitel in der untergeordneten Beloften Eerste Divisie sowie ein Meisterschaftsgewinn in der drittklassigen Tweede Divisie im Jahr 2017. Im Anschluss erfolgte der Aufstieg in die professionell organisierte Eerste Divisie, aus der die Mannschaft aber wie alle anderen Reserveteams nicht aufstiegen kann. Aufgrund der professionellen Struktur der Liga innerhalb der Ligenpyramide des KNVB und der semi-professionellen Ausrichtung von Jong AZ kann nicht mehr ohne weiteres ein Spieleraustausch zwischen AZ und Jong AZ stattfinden wie noch zu der Zeit in der „Reserveliga“. Dies ist lediglich innerhalb der Sommer- und Wintertransferfenster möglich, eine Ausnahmeregelung greift bei Spielern, die noch weniger als 15 Spiele für die Profis absolviert haben.

### Frauenmannschaft
| Saison  | Liga       | Platz | Bemerkung       |
| ------- | ---------- | ----- | --------------- |
| 2007/08 | Eredivisie | 1     | 1. Meistertitel |
| 2008/09 | Eredivisie | 1     | 2. Meistertitel |
| 2009/10 | Eredivisie | 1     | 3. Meistertitel |
| 2010/11 | Eredivisie | 3     | Pokalgewinner   |

Ab der Saison 2007/08 hatte der Verein auch eine eigene Frauenmannschaft. Diese wurde in den ersten drei Jahren nach Einführung der Eredivisie für Frauen dreimal Meister. Während der vierten Saison gab der Verein bekannt, wegen finanzieller Erwägungen im nächsten Jahr keine Mannschaft mehr für die Ehrendivision zu stellen. Die Saison beendete man dennoch auf Platz 3, das Team gewann sogar zum ersten Mal den niederländischen Pokal.

### Kooperation
Der Klub Telstar, aktuell in der Eerste Divisie vertreten, steht in Kooperation mit dem AZ. Regelmäßig erhält der Klub Jungspieler, die dort Spielpraxis sammeln und sich weiterentwickeln können. Für die Koordination untereinander ist der frühere AZ-Jugendtrainer Marcel Bout verantwortlich.
Aktuelle von AZ ausgeliehene Spieler sind u. a. Furdjel Narsingh, Wouter de Vogel, Marek Kaljumäe und Kevin Brands. Ein in der Vergangenheit über die Kooperation zu Telstar gekommener Spieler ist der später als Profifußballer erfolgreiche Finne Joona Toivio.